# 空惠美
空惠美（日语：／ Sora Egumi），日本漫畫家。出身於大阪府，居住於沖繩縣宇流麻市。

## 來歷
在雜誌《Windows100%》（晉遊舎）2011年3月號上，刊登了4格漫畫《niconico家族計劃》。4格漫畫《多國籍女子高》在《週刊Young Jump》（集英社）2011年50號上一次性發表。之後在該雜誌從2012年31號至2014年15號上連載。《天野家有4個小孩血型全都不一樣。》在《週刊Young Jump》（集英社）2014年48號上一次性發表。之後，《天野家有4個小孩血型全都不一樣。》在該雜誌從2015年32號至2016年19號上連載。
在東京生活並在關東地區工作後，他搬到了沖繩縣。自2020年1月10日起，在《KURAGE BUNCH》（新潮社）上連載《在沖繩喜歡上的女孩方言講得太過令人困擾》。該作品成為沖繩縣書店的熱門話題，稱其銷售量比最新版的《ONE PIECE》還要好。

## 人物
- 最喜歡的作家包括石黑正數、臼田京介（日语：うすた京介）、高津雁野、增田康介（日语：増田こうすけ）、森田真法[10]。與河合孝典（日语：河合孝典）也有著深厚的友誼。[來源請求]
- 持有大型摩托車執照[11]。
- 最喜歡的食物是山芳製的「山葵牛肉片（日语：わさビーフ）」[12]。

## 作品列表

### 連載
- 多國籍女子高（日语：ニポンゴ）（《週刊Young Jump》2012年31號[5]—2014年15號）
- 天野家有4個小孩血型全都不一樣。（日语：天野家四つ子は血液型が全員違う。）（《週刊Young Jump》2015年32號[7]—2016年19號[8]）
- 在沖繩喜歡上的女孩方言講得太過令人困擾（《KURAGE BUNCH》2020年1月10日[9]—連載中）

### 短篇
- niconico家族計劃（《Windows100%（日语：Windows100%）》2011年3月號）
- （《週刊Young Jump》2011年50號[4]）
- 標題未知（原作：原悠衣，《黃金拼圖 漫畫選集》2013年[13]）—《黃金拼圖》與《多國籍女子高》的聯名漫畫[13]。
- （《Miracle Jump》2014年5月號）
- （《Miracle Jump》2014年8月號[14]）
- （《週刊Young Jump》2014年48號[6]）
- （《週刊Young Jump》2016年33號[15]）

### 書籍
- 《多國籍女子高（日语：ニポンゴ）》，集英社〈YOUNG JUMP COMICS 愛藏版〉2013年—2014年，全4冊
- 《天野家有4個小孩血型全都不一樣。（日语：天野家四つ子は血液型が全員違う。）》，集英社〈YOUNG JUMP COMICS〉2016年，全2冊
- 《在沖繩喜歡上的女孩方言講得太過令人困擾》，新潮社〈BUNCH COMICS〉2020年—，已出版10冊（截至2025年5月9日）

## 外部連結
- 空惠美的X（前Twitter） （日語）